# Planeta Tierra (documental)
Planeta Tierra (Título original: Planet Earth) es una serie de la BBC sobre la Naturaleza galardonada con 4 Emmy, narrada por David Attenborough y producida por Alastair Fothergill. Fue emitida por primera vez en el Reino Unido el 5 de marzo de 2006. La versión americana es narrada por Sigourney Weaver.
La serie fue coproducida con Discovery Channel, Japan Broadcasting Corporation (NHK) junto con Canadian Broadcasting Corporation (CBC), y fue descrita por sus creadores como "la mirada definitiva en la diversidad de nuestro planeta". También fue la primera de su tipo que se filmó casi en su totalidad en formato alta definición. La serie fue nominada para el Premio Pioneer del Público al Mejor Programa en los premios BAFTA TV 2007. Sus características están muy bien resumidas en varias publicaciones tanto impresas como electrónicas.
- Datos: Q377165